# آیرونکلاد مژنتا
آیرونکلاد مجنتا (به انگلیسی: French ironclad Magenta) یک کشتی بود. این کشتی در سال ۱۸۶۱ ساخته شد.